# Wybory parlamentarne na Łotwie w 2011 roku
Wybory parlamentarne na Łotwie w 2011 roku (łot. 11.Saeimas vēlēšanas, dosł. Wybory do Sejmu XI kadencji) – przyspieszone wybory do parlamentu, które odbyły się 17 września w związku z wyrażeniem przez społeczeństwo zgody na rozwiązanie parlamentu w referendum w lipcu tr.

## Historia

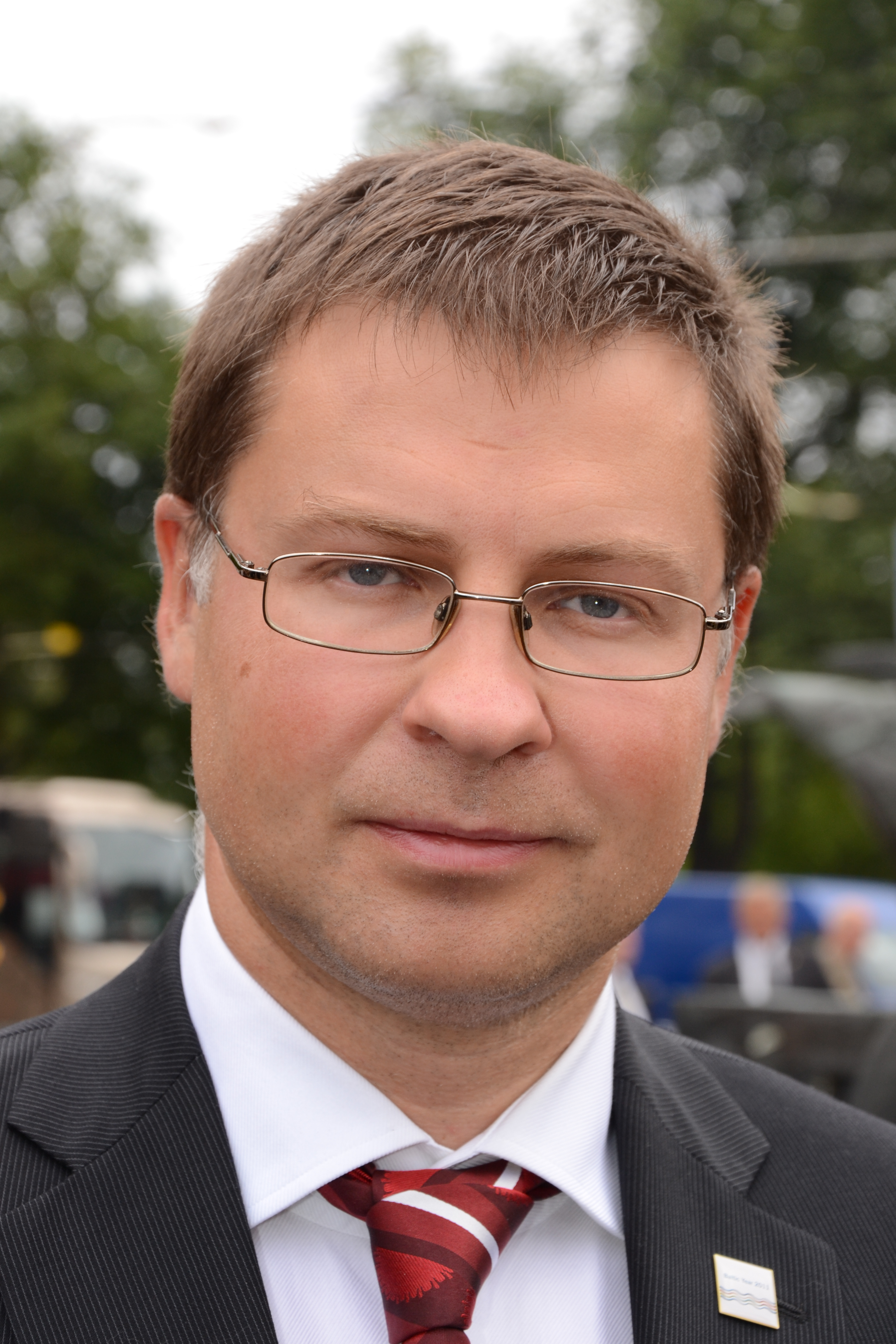
Valdis Dombrovskis ubiega się w tym roku o wybór na trzecią kadencję.

2 października 2010 odbyły się na Łotwie wybory do Sejmu X kadencji, które wygrała centroprawicowa koalicja "Jedność". W wyniku negocjacji koalicyjnych doszło do nawiązania rządowego sojuszu ze Związkiem Zielonych i Rolników (ZZS), który umożliwił przedłużenie mandatu premiera Valdisa Dombrovskisa na kolejną kadencję. W ciągu kilku miesięcy trwania koalicji, która dysponuje w Sejmie większością 55 głosów, wielokrotnie dochodziło do wspólnego głosowania ZZS wraz z opozycyjnymi stronnictwami: koalicją partii oligarchów "O lepszą Łotwę" (PLL) i rosyjskim Centrum Zgody (SC). 26 maja 2011 Sejm głosami ZZS, SC i PLL nie wyraził zgody na przeszukanie przez Biuro Zapobiegania i Zwalczania Korupcji (KNAB) mieszkania biznesmena, a zarazem lidera PLL, Ainārsa Šlesersa. Dwa dni później, reagując na głosowanie, prezydent Valdis Zatlers w orędziu do narodu powiadomił o skorzystaniu z uprawnienia  przewidzianego art. 48 konstytucji i poddaniu pod głosowanie ludowe kwestii rozwiązania Sejmu. Referendum zostało wyznaczone na 23 lipca. Wyborcy biorący udział w głosowaniu opowiedzieli się w 94,3% za zakończeniem pracy parlamentu. Na podstawie wyniku głosowania Centralna Komisja Wyborcza wyznaczyła termin nowych wyborów na 17 września. Wyborcy – uprawnieni do głosowania obywatele Łotwy powyżej 18 roku życia – głosowali w dowolnym obwodzie wyborczym na podstawie ważnego paszportu obywatelskiego. Wybory odbyły się między godziną 7 a 20. Głosowanie zostało przeprowadzone w kraju, a także zagranicą, gdzie utworzono 77 obwodów w 39 krajach. Zostało wybranych 100 posłów do parlamentu w pięciu okręgach: Rydze (30), Widzemii (27), Łatgalii i Semigalii (po 15) oraz Kurlandii (13). Głosy na mandaty przeliczy się metodą Sainte-Laguë.
Centralna Komisja Wyborcza od 29 lipca do 18 sierpnia rejestrowała listy kandydatów. Ostatecznie zarejestrowano, tak jak w poprzednich wyborach, 13 list. Rejestracji dokonały ugrupowania parlamentarne: "Jedność", Centrum Zgody, Związek Zielonych i Rolników, Parta Reform Šlesersa LPP/LC oraz "Wszystko dla Łotwy!" – TB/LNNK. Kolejną listą jest utworzona w lipcu Partia Reform Zatlersa. Zarejestrowano także kandydatów O Prawa Człowieka w Zjednoczonej Łotwie (PCTVL), Łotewskiej Socjaldemokratycznej Partii Robotniczej, Kontroli Ludowej, Ostatniej Partii, Związku Chrześcijańsko-Demokratycznego, O Republikę Prezydencką oraz Partii "Wolność. Wolność od Strachu, Nienawiści i Złości". 
Według wyników sondaży przedwyborczych największym poparciem na przełomie sierpnia i września cieszyło się Centrum Zgody i Partia Reform Zatlersa, na które chciałoby głosować odpowiednio 18,1–18,8% i 14,4–17,3%. Na dalszych pozycjach znaleźli się rządowi koalicjanci: "Jedność" i ZZS (odpowiednio poparcie: 9,4–10,4%; 8,5–8,6%) oraz nacjonaliści (6,3%–7,6%). Na Partię Reform Šlesersa LPP/LC chciało oddać głos między 1,3% a 2,0%, a na PCTVL Tatjany Ždanoki od 1,8% do 1,9% wyborców. Najpopularniejszymi kandydatami na premierów pozostawali urzędujący szef rządu Valdis Dombrovskis (27%), Nils Ušakovs (19%) i Aivars Lembergs (15%). 
Ostatecznie na Centrum Zgody głosowało 259,9 tys. wyborców, co dało 28,36%, na ZRP – 190,8 tys.	(20.82%), na "Jedność" – 172,6 tys. (18.83%), zaś na narodowców 127,2 tys. (13.88%). Ostatnim ugrupowaniem, które przekroczyło próg wyborczy było ZZS z 112,0 tys. (12.22%). Do Sejmu nie dostały się LPP/LC – 22,1 tys. (2.41%), PCTVL – 7,1 tys. (0.78%) oraz "Ostatnia Partia" – 4,5 tys. (0.49%). Pozostałe ugrupowania odnotowały poparcie poniżej 0,4%. Frekwencja wyniosła 59,49%. Mandaty rozdzielono w sposób następujący: SC – 31, ZRP – 22, "Jedność" – 20, nacjonaliści – 14, ZZS – 13. Po wyborach przystąpiono do negocjacji nad utworzeniem nowej koalicji rządowej.